# Post-Sionismo
Il termine post-Sionismo (o postsionismo) indica generalmente il movimento intellettuale, ed eventualmente politico, il cui principio è quello di considerare il Sionismo come un'ideologia cadente o caduca.
Benché molto variegato, il post-sionismo condivide la critica a convinzioni fondamentali dei gruppi sionisti, espressa nei seguenti interrogativi:
- Davvero lo Stato di Israele è un "rifugio sicuro" per la nazione ebraica? Esistono nel mondo altri luoghi in cui la condizione degli ebrei è storicamente migliore? (gli Stati Uniti, per esempio)
- Davvero lo Stato di Israele può essere simultaneamente "ebraico e democratico"? Dovrebbe Israele diventare uno stato di tutti i suoi cittadini ("a state of all its citizens")?
- Davvero il conflitto israeliano-palestinese è manicheo? Israele ha sempre massimizzato i suoi sforzi per la pace? La colpa della continuazione del conflitto ricade interamente sulla parte araba?

L'idea centrale del post-Sionismo è quella di considerare che Israele è diventato un fatto inevitabile, la cui esistenza non è più rimessa in questione, contrariamente alla tesi ufficiale dello Stato ebraico che si definisce "in pericolo permanente". Tale idea comporta un certo numero di conseguenze importanti sulla politica «auspicabile» del futuro, che dovrebbe (per i post-sionisti) portare a nuove relazioni con i palestinesi: se lo Stato israeliano non è in pericolo e la sua esistenza non è messa a rischio, nulla si oppone più a una pace duratura, ivi compreso il riconoscimento di uno Stato palestinese da parte d'Israele.
Il post-sionismo si fonda sui lavori di coloro che in Israele vengono chiamati «Nuovi Storici», come Avi Shlaim, Simha Flapan, Tom Segev, Ilan Pappé o Benny Morris, che hanno avuto accesso a una parte degli archivi militari israeliani, e che tendono a dimostrare che la fondazione dello Stato d'Israele non è stata realizzata in condizioni comunemente considerate ammissibili, compresi i manuali scolastici. L'opera di Benny Morris, The Birth of the Palestinian Refugee Problem, è generalmente considerata come pioniesristica nell'aprire il dibattito della «Nuova Storia». Fra questi storici, numerosi hanno adottato una lettura antisionista, come Ilan Pappé. Sono stati seguiti in questo loro cammino intellettuale da un certo numero di accademici universitari, da artisti e da uomini politici, come Tanya Reinhart, Meron Benvenisti o Aharon Shabtai.
Il termine post-Sionismo può ugualmente designare più ampiamente l'insieme del movimento dei «Nuovi Storici», e in questo caso gli storici dalle sensibilità politiche talvolta in contrasto sul tema del Sionismo, come Benny Morris, Shlomo Sand e Ilan Pappé.
Il movimento è emerso durante il periodo d'intervallo tra la Prima e la Seconda Intifada, ma ha conosciuto dei regressi dopo l'inizio della Seconda Intifada e la salita al potere di Ariel Sharon.